# 马来西亚邮政
马来西亚邮政（马来文：Pos Malaysia）是马来西亚的官方邮政机构。

## 历史
马来西亚邮政的前身为于1957年成立的马来西亚邮政服务局，隶属于马来西亚政府。1976年，马来西亚邮政服务局在马来西亚全国各地推行了邮政编号系统。1992年，马来西亚邮政服务局被私有化成为马来西亚邮政有限公司，并于2001年在马来西亚股票交易所上市。2007年，马来西亚邮政被重组为官联公司，并于2011年由马来西亚国库控股出售给马来西亚多元资源工业集团（DRB-HICOM）。此外，马来西亚邮政旗下也设有 PosLaju 等14家子公司。

## 服务
马来西亚邮政是马来西亚覆盖范围最为广泛的邮政公司，在每一个邮区都设有邮政局，在全国总共662间邮政局，每日处理39万以上的邮件。
马来西亚邮政提供送件、快递、邮票、缴交账单、保险、更新路税和驾驶执照、马来西亚国民信托基金（ASNB）等服务。